# Asota intacta
Asota intacta är en fjärilsart som beskrevs av Pieter Cornelius Tobias Snellen 1888. Asota intacta ingår i släktet Asota och familjen nattflyn. Inga underarter finns listade i Catalogue of Life.